# Karangturi (Gresik)
Karangturi is een bestuurslaag in het regentschap Gresik van de provincie Oost-Java, Indonesië. Karangturi telt 5339 inwoners (volkstelling 2010).